# Făgetu Ierii
Făgetu Ierii – wieś w Rumunii, w okręgu Kluż, w gminie Iara. W 2011 roku liczyła 321 mieszkańców.